# Błonie (Kamieńczyk)
Błonie – kolonia wsi Kamieńczyk w Polsce, położona w województwie mazowieckim, w powiecie wyszkowskim, w gminie Wyszków.
W latach 1975–1998 Błonie administracyjnie należało do województwa ostrołęckiego.